# Cyclostremiscus multiliratus
Cyclostremiscus multiliratus is een slakkensoort uit de familie van de Tornidae. De wetenschappelijke naam van de soort is voor het eerst geldig gepubliceerd in 2011 door Rubio, Rolán & Garcia.